# 沃谢盖尔塞格
沃谢盖尔塞格，是匈牙利沃什州所辖的一个村，总面积12.72平方公里，总人口388，人口密度30.5人/平方公里（2010年1月1日）。